# Kapitan fregate (Kriegsmarine)
Kapitan fregate (izvirno nemško Fregattenkapitän; dobesedno Fregatni kapitan; kratica: FrgKpt.) je bil visoki častniški čin v nemški Kriegsmarine, ki je bil prevzet od Reichsmarine (iz časov Weimarske republike). 
Nižji čin je bil kapitan korvete, medtem ko je bil višji kapitan. V drugih vejah Wehrmachta (Heer in Luftwaffe) mu je ustrezal čin podpolkovnik, medtem ko mu je v Waffen-SS ustrezal čin SS-Obersturmbannführerja.

## Napredovanje
Kapitan korvete je v vojnem času po navadi napredoval v čin kapitana fregate po 18 mesecih.

## Oznaka čina
Osnovna (naramenska) oznaka čina kapitana korvete je bila sestavljena iz štirih prepletenih vrvic, ki so bile pritrjene na črno podlago ter eno zvezdo. Častniki tehniške stroke pa so imeli na spodnji del epolete dodan še simbol zobnika. 
Narokavna oznaka čina (ki se je nahajala na spodnjem delu rokava) je bila sestavljena iz štirih debelejših zlatih črt in nad njimi se je nahajala ena petkraka zvezda.
Oznaka čina za slavnostno uniformo je bila sestavljena iz oznake sidra in enega kvadratka na zlati epoleti (z belo obrobo), na katero so bile pritrjene zlate resice.
Galerija
- Osnovna naramenska oznaka čina
- Narokavna oznaka čina